# Copa Libertadores 1969
Navigation
Édition précédente Édition suivante
La Copa Libertadores 1969 est la 10e édition de la Copa Libertadores. Le club vainqueur de la compétition est désigné champion d'Amérique du Sud 1969 et se qualifie pour la Coupe intercontinentale 1969.
C'est le tenant du titre, le club d'Estudiantes de La Plata qui est à nouveau sacré cette saison, après avoir battu la formation uruguayenne du Club Nacional de Football en finale. Il s'agit du second des trois titres consécutifs du club et du cinquième trophée pour le football argentin. Le Nacional subit son troisième échec en finale en six ans. Son attaquant Alberto Ferrero reçoit le titre de meilleur buteur avec huit réalisations.
Cette édition est marquée par l'absence des clubs argentins et brésiliens. La fédération brésilienne continue de désapprouver le choix de la CONMEBOL de faire participer les vice-champions nationaux et choisit donc de n'engager aucune équipe. L'Argentine fait le même choix, à l'exception d'Estudiantes, qui défend son titre et participe donc à la compétition.
Les poules du premier tour comptent toutes quatre équipes, qui s'affrontent deux fois, à domicile et à l'extérieur et les deux premiers poursuivent la compétition. Le deuxième tour regroupe les huit qualifiés, répartis en trois poules et dont seul le premier accède aux demi-finales. Les demi-finales voient l'entrée en lice du tenant du titre et sont jouées en match aller-retour avec une rencontre d'appui éventuelle. En cas d'égalité après le match d'appui, c'est la différence de buts qui sert de critère pour désigner le vainqueur. 

## Clubs participants
- Estudiantes de La Plata - Tenant du titre
- Club Bolívar - Vainqueur de la Copa Simón Bolivar 1968
- Club Litoral - Finaliste de la Copa Simón Bolivar 1968
- Aucun
- Club de Deportes Santiago Wanderers - Champion du Chili 1968
- CD Universidad Católica - Vice-champion du Chili 1968
- Asociación Deportiva Unión Magdalena - Champion de Colombie 1968
- Asociación Deportivo Cali - Vice-champion de Colombie 1968
- Sociedad Deportivo Quito - Champion d'Équateur 1968
- Barcelona Sporting Club - Vice-champion d'Équateur 1968
- Club Olimpia - Champion du Paraguay 1968
- Cerro Porteño - Vice-champion du Paraguay 1968
- Club Sporting Cristal - Champion du Pérou 1968
- Club Juan Aurich - Vice-champion du Pérou 1968
- Club Atlético Peñarol - Champion d'Uruguay 1968
- Club Nacional de Football - Vice-champion d'Uruguay 1968
- Unión Deportiva Canarias - Champion du Venezuela 1968
- Deportivo Italia - Vice-champion du Venezuela 1968

## Compétition

### Premier tour
| Rang | Équipe                    | Pts | J | G | N | P | Bp | Bc | Diff |  | Résultats (▼ dom., ► ext.) | DCa | Ita | Mag | Can |
| ---- | ------------------------- | --- | - | - | - | - | -- | -- | ---- |  | -------------------------- | --- | --- | --- | --- |
| 1    | Asociación Deportivo Cali | 8   | 6 | 3 | 2 | 1 | 12 | 6  | +6   |  | Asociación Deportivo Cali  |     | 3-0 | 3-1 | 2-0 |
| 2    | Deportivo Italia          | 7   | 6 | 3 | 1 | 2 | 7  | 8  | -1   |  | Deportivo Italia           | 2-1 |     | 2-0 | 2-0 |
| 3    | AD Unión Magdalena        | 5   | 6 | 2 | 1 | 3 | 7  | 8  | -1   |  | AD Unión Magdalena         | 2-2 | 3-0 |     | 1-0 |
| 4    | Unión Deportiva Canarias  | 4   | 6 | 1 | 2 | 3 | 3  | 7  | -4   |  | Unión Deportiva Canarias   | 1-1 | 1-1 | 1-0 |     |

| Rang | Équipe                | Pts | J | G | N | P | Bp | Bc | Diff |  | Résultats (▼ dom., ► ext.) | Wan | Cri | UCa | JAu |
| ---- | --------------------- | --- | - | - | - | - | -- | -- | ---- |  | -------------------------- | --- | --- | --- | --- |
| 1    | Santiago Wanderers    | 6   | 6 | 3 | 0 | 3 | 13 | 10 | +3   |  | Santiago Wanderers         |     | 2-0 | 2-3 | 4-1 |
| 2    | Club Sporting Cristal | 6   | 6 | 2 | 2 | 2 | 11 | 11 | 0    |  | Club Sporting Cristal      | 2-1 |     | 2-0 | 3-3 |
| 3    | Universidad Católica  | 6   | 6 | 3 | 0 | 3 | 12 | 13 | -1   |  | Universidad Católica       | 1-3 | 3-2 |     | 1-2 |
| 4    | Club Juan Aurich      | 6   | 6 | 2 | 2 | 2 | 13 | 15 | -2   |  | Club Juan Aurich           | 3-1 | 2-2 | 2-4 |     |

Matchs rejoués. Chaque équipe rencontre une fois les deux équipes de l'autre pays
| Rang | Équipe                | Pts | J | G | N | P | Bp | Bc | Diff |  | Résultats (▼ dom., ► ext.) | Uca | Wan | Cri | JAu |
| ---- | --------------------- | --- | - | - | - | - | -- | -- | ---- |  | -------------------------- | --- | --- | --- | --- |
| 1    | Universidad Católica  | 4   | 2 | 2 | 0 | 0 | 6  | 2  | +4   |  | Universidad Católica       |     |     |     | 4-1 |
| 2    | Santiago Wanderers    | 3   | 2 | 1 | 1 | 0 | 2  | 1  | +1   |  | Santiago Wanderers         |     |     | 1-1 |     |
| 3    | Club Sporting Cristal | 1   | 2 | 0 | 1 | 1 | 2  | 3  | -1   |  | Club Sporting Cristal      | 1-2 |     |     |     |
| 4    | Club Juan Aurich      | 0   | 2 | 0 | 0 | 2 | 1  | 5  | -4   |  | Club Juan Aurich           |     | 0-1 |     |     |

| Rang | Équipe        | Pts | J | G | N | P | Bp | Bc | Diff |  | Résultats (▼ dom., ► ext.) | CPo | Oli | Bol | Lit |
| ---- | ------------- | --- | - | - | - | - | -- | -- | ---- |  | -------------------------- | --- | --- | --- | --- |
| 1    | Cerro Porteño | 9   | 6 | 4 | 1 | 1 | 15 | 5  | +10  |  | Cerro Porteño              |     | 4-1 | 1-1 | 6-0 |
| 2    | Club Olimpia  | 7   | 6 | 3 | 1 | 2 | 12 | 7  | +5   |  | Club Olimpia               | 1-2 |     | 4-0 | 2-0 |
| 3    | Club Bolívar  | 7   | 6 | 2 | 3 | 1 | 6  | 8  | -2   |  | Club Bolívar               | 2-1 | 1-1 |     | 1-0 |
| 4    | Club Litoral  | 1   | 6 | 0 | 1 | 5 | 1  | 14 | -13  |  | Club Litoral               | 0-1 | 0-3 | 1-1 |     |

| Rang | Équipe                    | Pts | J | G | N | P | Bp | Bc | Diff |  | Résultats (▼ dom., ► ext.) | Peñ | Nac | Qui | Bar |
| ---- | ------------------------- | --- | - | - | - | - | -- | -- | ---- |  | -------------------------- | --- | --- | --- | --- |
| 1    | Club Atlético Peñarol     | 9   | 6 | 3 | 3 | 0 | 16 | 8  | +8   |  | Club Atlético Peñarol      |     | 1-1 | 5-2 | 5-2 |
| 2    | Club Nacional de Football | 8   | 6 | 2 | 4 | 0 | 10 | 4  | +6   |  | Club Nacional de Football  | 2-2 |     | 4-0 | 2-0 |
| 3    | Sociedad Deportivo Quito  | 5   | 6 | 1 | 3 | 2 | 4  | 10 | -6   |  | Sociedad Deportivo Quito   | 1-1 | 0-0 |     | 1-0 |
| 4    | Barcelona Sporting Club   | 2   | 6 | 0 | 2 | 4 | 3  | 11 | -8   |  | Barcelona Sporting Club    | 0-2 | 1-1 | 0-0 |     |

### Deuxième tour
| Rang | Équipe                  | Pts | J | G | N | P | Bp | Bc | Diff |  | Résultats (▼ dom., ► ext.) | UCa | CPo | Ita |
| ---- | ----------------------- | --- | - | - | - | - | -- | -- | ---- |  | -------------------------- | --- | --- | --- |
| 1    | CD Universidad Católica | 5   | 4 | 2 | 1 | 1 | 7  | 3  | +4   |  | CD Universidad Católica    |     | 1-0 | 4-0 |
| 2    | Cerro Porteño           | 4   | 4 | 1 | 2 | 1 | 1  | 1  | 0    |  | Cerro Porteño              | 0-0 |     | 1-0 |
| 3    | Deportivo Italia        | 3   | 4 | 1 | 1 | 2 | 3  | 7  | -4   |  | Deportivo Italia           | 3-2 | 0-0 |     |

| Rang | Équipe                    | Pts | J | G | N | P | Bp | Bc | Diff |  | Résultats (▼ dom., ► ext.) | Nac | DCa | SWa |
| ---- | ------------------------- | --- | - | - | - | - | -- | -- | ---- |  | -------------------------- | --- | --- | --- |
| 1    | Club Nacional de Football | 7   | 4 | 3 | 1 | 0 | 10 | 2  | +8   |  | Club Nacional de Football  |     | 2-0 | 2-0 |
| 2    | Asociación Deportivo Cali | 3   | 4 | 1 | 1 | 2 | 9  | 11 | -2   |  | Asociación Deportivo Cali  | 1-5 |     | 5-1 |
| 3    | Santiago Wanderers        | 2   | 4 | 0 | 2 | 2 | 5  | 11 | -6   |  | Santiago Wanderers         | 1-1 | 3-3 |     |

| Rang | Équipe                | Pts | J | G | N | P | Bp | Bc | Diff |  | Résultats (▼ dom., ► ext.) | Peñ | Oli |
| ---- | --------------------- | --- | - | - | - | - | -- | -- | ---- |  | -------------------------- | --- | --- |
| 1    | Club Atlético Peñarol | 3   | 2 | 1 | 1 | 0 | 2  | 1  | +1   |  | Club Atlético Peñarol      |     | 1-1 |
| 2    | Club Olimpia          | 1   | 2 | 0 | 1 | 1 | 1  | 2  | -1   |  | Club Olimpia               | 0-1 |     |

### Demi-finales
| Équipe 1                  | Résultat | Équipe 2                   | Aller | Retour | Appui |
| ------------------------- | -------- | -------------------------- | ----- | ------ | ----- |
| CD Universidad Católica   | 2 - 6    | Estudiantes de La Plata'T' | 1 - 3 | 1 - 3  | -     |
| Club Nacional de Football | 2 - 1    | Club Atlético Peñarol      | 2 - 0 | 0 - 1  | 0 - 0 |

### Finale
| 15 mai 1969 | Club Nacional de Football | 0 – 1 | Estudiantes de La Plata | Stade Centenario, Montevideo                     |                                                  |
|             |                           |       | Flores 66e              | Spectateurs : 65 000 Arbitrage : Domingo Massaro | Spectateurs : 65 000 Arbitrage : Domingo Massaro |

| 22 mai 1969 | Estudiantes de La Plata     | 2 – 0 | Club Nacional de Football | Estadio Jorge Luis Hirschi, La Plata                |                                                     |
|             | Flores 22e · Conigliaro 37e |       |                           | Spectateurs : 25 000 Arbitrage : Omar Delgado Gómez | Spectateurs : 25 000 Arbitrage : Omar Delgado Gómez |

| Vainqueur de la Copa Libertadores 1969 |
| -------------------------------------- |
| Estudiantes de La Plata Deuxième titre |